# Comunitat de comunes Vexin centre
La Comunitat de comunes Vexin centre (oficialment: Communauté de communes Vexin centre) és una Comunitat de comunes del departament de la Val-d'Oise, a la regió de l'Illa de França.
Creada al 2013, està formada per 34 municipis i la seu es troba a Vigny.

## Municipis
1. Ableiges
2. Avernes
3. Le Bellay-en-Vexin
4. Berville
5. Boissy-l'Aillerie
6. Bréançon
7. Brignancourt
8. Chars
9. Cléry-en-Vexin
10. Commeny
11. Condécourt
12. Cormeilles-en-Vexin
13. Courcelles-sur-Viosne
14. Frémainville
15. Frémécourt
16. Gouzangrez
17. Grisy-les-Plâtres
18. Guiry-en-Vexin
19. Haravilliers
20. Le Heaulme
21. Longuesse
22. Marines
23. Montgeroult
24. Moussy
25. Neuilly-en-Vexin
26. Nucourt
27. Le Perchay
28. Sagy
29. Santeuil
30. Seraincourt
31. Théméricourt
32. Theuville
33. Us
34. Vigny